# Noors voetbalelftal in 2004
Het Noors voetbalelftal speelde in totaal dertien interlands in het jaar 2004, waaronder vier wedstrijden in de kwalificatiereeks voor de WK-eindronde 2006 in Duitsland. De selectie stond onder leiding van bondscoach Åge Hareide. Dankzij acht overwinningen in dertien duels zakte Noorwegen in 2004 op de FIFA-wereldranglijst van de 42ste (januari 2004) naar de 35ste plaats (december 2004).

## Balans
| Wedstrijden | Wedstrijden | Wedstrijden | Wedstrijden | Doelpunten | Doelpunten | Doelpunten | Punten |
| Gespeeld    | Winst       | Gelijk      | Verlies     | Voor       | Tegen      | Saldo      | Punten |
| ----------- | ----------- | ----------- | ----------- | ---------- | ---------- | ---------- | ------ |
| 16          | 8           | 4           | 1           | 29         | 13         | +16        | 1.538  |

## Interlands
|                                                                 |                                                 |       |        |                                                                                          |
| 22 januari Vriendschappelijk № 679 «onderlinge duels» 18:00 uur | Noorwegen                                       | 3 – 0 | Zweden | Hong Kong Stadion, Hongkong Toeschouwers: 10.000 Scheidsrechter: Yau Fat Jame Fong (HKG) |
| 22 januari Vriendschappelijk № 679 «onderlinge duels» 18:00 uur | Frode Johnsen 45' Håvard Flo 54' Håvard Flo 62' |       |        | Hong Kong Stadion, Hongkong Toeschouwers: 10.000 Scheidsrechter: Yau Fat Jame Fong (HKG) |

|                                                                 |                   |       |                                                         |                                                                                          |
| 25 januari Vriendschappelijk № 680 «onderlinge duels» 16:15 uur | Honduras          | 1 – 3 | Noorwegen                                               | Hong Kong Stadion, Hongkong Toeschouwers: 14.603 Scheidsrechter: Yau Fat Jame Fong (HKG) |
| 25 januari Vriendschappelijk № 680 «onderlinge duels» 16:15 uur | Saúl Martínez 29' |       | 27' Harald Brattbakk 39' Frode Johnsen 86' Magne Hoseth | Hong Kong Stadion, Hongkong Toeschouwers: 14.603 Scheidsrechter: Yau Fat Jame Fong (HKG) |

|                                                                 |                                      |       |                                                                                          |                                                                                             |
| 28 januari Vriendschappelijk № 681 «onderlinge duels» 20:30 uur | Singapore                            | 2 – 5 | Noorwegen                                                                                | Nationaal Stadion, Singapore Toeschouwers: 2.000 Scheidsrechter: Ahmad Khalidi Supian (MAS) |
| 28 januari Vriendschappelijk № 681 «onderlinge duels» 20:30 uur | Daniel Bennett 45' Shahril Ishak 51' |       | 18' Anders Stadheim 42' Alexander Aas 59' Håvard Flo 67' Harald Brattbakk 70' Håvard Flo | Nationaal Stadion, Singapore Toeschouwers: 2.000 Scheidsrechter: Ahmad Khalidi Supian (MAS) |

|                                                                  |                 |       | |                                                                                |
| 18 februari Vriendschappelijk № 682 «onderlinge duels» 20:00 uur | Noord-Ierland   | 1 – 4 | Noorwegen                                                                                          | Windsor Park, Belfast Toeschouwers: 11.288 Scheidsrechter: Craig Thomson (SCO) |
| 18 februari Vriendschappelijk № 682 «onderlinge duels» 20:00 uur | David Healy 56' |       | 17' Morten Gamst Pedersen 35' Morten Gamst Pedersen 43' Steffen Iversen 57' (e.d.) Keith Gillespie | Windsor Park, Belfast Toeschouwers: 11.288 Scheidsrechter: Craig Thomson (SCO) |

|                                                               |                      |                            |           |                                                                                      |
| 31 maart Vriendschappelijk № 683 «onderlinge duels» 18:00 uur | Servië en Montenegro | 0 – 1                      | Noorwegen | Stadion Crvene Zvezde, Belgrado Toeschouwers: 6.000 Scheidsrechter: Novo Panić (BIH) |
| 31 maart Vriendschappelijk № 683 «onderlinge duels» 18:00 uur |                      | 76' (pen.) Martin Andresen |           | Stadion Crvene Zvezde, Belgrado Toeschouwers: 6.000 Scheidsrechter: Novo Panić (BIH) |

|                                                               |                                                               |       |                                              |                                                                                |
| 28 april Vriendschappelijk № 684 «onderlinge duels» 20:00 uur | Noorwegen                                                     | 3 – 2 | Rusland                                      | Ullevaal Stadion, Oslo Toeschouwers: 11.435 Scheidsrechter: Jan Wegereef (NED) |
| 28 april Vriendschappelijk № 684 «onderlinge duels» 20:00 uur | Martin Andresen 25' Sigurd Rushfeldt 43' Jan Gunnar Solli 62' |       | 85' Vladislav Radimov 90' Dmitriy Kirichenko | Ullevaal Stadion, Oslo Toeschouwers: 11.435 Scheidsrechter: Jan Wegereef (NED) |

|                                                             |           |       |       |                                                                                  |
| 27 mei Vriendschappelijk № 685 «onderlinge duels» 18:00 uur | Noorwegen | 0 – 0 | Wales | Ullevaal Stadion, Oslo Toeschouwers: 14.137 Scheidsrechter: Martin Hansson (SWE) |
| 27 mei Vriendschappelijk № 685 «onderlinge duels» 18:00 uur |           |       |       | Ullevaal Stadion, Oslo Toeschouwers: 14.137 Scheidsrechter: Martin Hansson (SWE) |

|                                                                  |                                    |       |                                     |                                                                                    |
| 18 augustus Vriendschappelijk № 686 «onderlinge duels» 19:00 uur | Noorwegen                          | 2 – 2 | België                              | Ullevaal Stadion, Oslo Toeschouwers: 16.669 Scheidsrechter: Krzysztof Słupik (POL) |
| 18 augustus Vriendschappelijk № 686 «onderlinge duels» 19:00 uur | Frode Johnsen 32' Vidar Riseth 59' |       | 25' Thomas Buffel 34' Thomas Buffel | Ullevaal Stadion, Oslo Toeschouwers: 16.669 Scheidsrechter: Krzysztof Słupik (POL) |

|                                                                |                                   |       |               |                                                                                     |
| 4 september WK-kwalificatie № 687 «onderlinge duels» 20:45 uur | Italië                            | 2 – 1 | Noorwegen     | Stadio Renzo Barbera, Palermo Toeschouwers: 21.463 Scheidsrechter: Alain Sars (FRA) |
| 4 september WK-kwalificatie № 687 «onderlinge duels» 20:45 uur | Daniele De Rossi 4' Luca Toni 80' |       | 1' John Carew | Stadio Renzo Barbera, Palermo Toeschouwers: 21.463 Scheidsrechter: Alain Sars (FRA) |

|                                                                |                  |       |                   |                                                                                          |
| 8 september WK-kwalificatie № 688 «onderlinge duels» 20:00 uur | Noorwegen        | 1 – 1 | Wit-Rusland       | Ullevaal Stadion, Oslo Toeschouwers: 25.272 Scheidsrechter: António Manuel Almeida (POR) |
| 8 september WK-kwalificatie № 688 «onderlinge duels» 20:00 uur | Vidar Riseth 39' |       | 78' Vital Kutuzav | Ullevaal Stadion, Oslo Toeschouwers: 25.272 Scheidsrechter: António Manuel Almeida (POR) |

|                                                              |           |                     |           |                                                                                |
| 9 oktober WK-kwalificatie № 689 «onderlinge duels» 16:00 uur | Schotland | 0 – 1               | Noorwegen | Hampden Park, Glasgow Toeschouwers: 48.882 Scheidsrechter: Paul Allaerts (BEL) |
| 9 oktober WK-kwalificatie № 689 «onderlinge duels» 16:00 uur |           | 54' Steffen Iversen |           | Hampden Park, Glasgow Toeschouwers: 48.882 Scheidsrechter: Paul Allaerts (BEL) |

|                                                               |                                                                |       |          |                                                                                   |
| 13 oktober WK-kwalificatie № 690 «onderlinge duels» 19:00 uur | Noorwegen                                                      | 3 – 0 | Slovenië | Ullevaal Stadion, Oslo Toeschouwers: 24.907 Scheidsrechter: Valentin Ivanov (RUS) |
| 13 oktober WK-kwalificatie № 690 «onderlinge duels» 19:00 uur | John Carew 7' Morten Gamst Pedersen 60' Alexander Ødegaard 90' |       |          | Ullevaal Stadion, Oslo Toeschouwers: 24.907 Scheidsrechter: Valentin Ivanov (RUS) |

|                                                                  |                                |       |                                               |                                                                             |
| 16 november Vriendschappelijk № 691 «onderlinge duels» 20:30 uur | Australië                      | 2 – 2 | Noorwegen                                     | Craven Cottage, Londen Toeschouwers: 7.364 Scheidsrechter: Rob Styles (ENG) |
| 16 november Vriendschappelijk № 691 «onderlinge duels» 20:30 uur | Tim Cahill 45' Josip Skoko 58' |       | 40' Steffen Iversen 73' Morten Gamst Pedersen | Craven Cottage, Londen Toeschouwers: 7.364 Scheidsrechter: Rob Styles (ENG) |

## FIFA-wereldranglijst
| JAN | FEB | MAR | APR | MEI | JUN | JUL | AUG | SEP | OKT | NOV | DEC |
| --- | --- | --- | --- | --- | --- | --- | --- | --- | --- | --- | --- |
| 42  | 39  | 37  | 38  | 36  | 36  | 38  | 38  | 38  | 37  | 35  | 35  |

## Statistieken
| Thomas Myhre          | 1973-10-16 | Sunderland        | 9  | 0 | 0 | 38  | 0  |
| Terje Skjeldestad     | 1978-01-18 | Sogndal Fotball   | 2  | 1 | 0 | 3   | 0  |
| Erik Holtan           | 1969-04-20 | Odd Grenland      | 1  | 1 | 0 | 6   | 0  |
| Espen Johnsen         | 1979-12-20 | Rosenborg BK      | 1  | 1 | 0 | 9   | 0  |
| Verdediging           |            |                   |    |   |   |     |    |
| John Arne Riise       | 1980-09-24 | Liverpool         | 10 | 0 | 0 |     |    |
| Claus Lundekvam       | 1973-02-22 | Southampton       | 8  | 1 | 0 |     |    |
| Vidar Riseth          | 1972-04-21 | Rosenborg BK      | 8  | 0 | 2 |     |    |
| Hassan El Fakiri      | 1977-04-18 | AS Monaco         | 4  | 2 | 0 |     |    |
| Brede Hangeland       | 1981-06-20 | Viking Stavanger  | 3  | 3 | 0 |     |    |
| Christer Basma        | 1972-08-01 | Rosenborg BK      | 3  | 1 | 0 |     |    |
| Jon Inge Høiland      | 1977-09-20 | Malmö FF          | 3  | 1 | 0 | 4   | 0  |
| Erik Hagen            | 1975-07-20 | Vålerenga IF      | 3  | 0 | 0 | 3   | 0  |
| Ståle Stensaas        | 1971-07-07 | Rosenborg BK      | 3  | 0 | 0 |     |    |
| André Bergdølmo       | 1971-10-13 | Borussia Dortmund | 2  | 1 | 0 |     |    |
| Ronny Johnsen         | 1969-06-10 | Newcastle United  | 2  | 0 | 0 |     |    |
| Pa-Modou Kah          | 1980-07-30 | Roda JC Kerkrade  | 1  | 2 | 0 |     |    |
| Erlend Hanstveit      | 1981-01-28 | Brann Bergen      | 1  | 1 | 0 | 2   | 0  |
| Alexander Aas         | 1978-09-14 | Odense BK         | 1  | 0 | 1 | 8   | 1  |
| Henning Berg          | 1969-09-01 | Glasgow Rangers   | 1  | 0 | 0 | 100 | 9  |
| Tommy Berntsen        | 1973-12-18 | Lyn Oslo          | 1  | 0 | 0 |     |    |
| Ragnvald Soma         | 1979-11-10 | Brann Bergen      | 0  | 2 | 0 | 2   | 0  |
| Trond Andersen        | 1975-01-06 | Aalborg BK        | 0  | 1 | 0 | 35  | 0  |
| Bjørn Dahl            | 1978-04-17 | Viking Stavanger  | 0  | 1 | 0 | 1   | 0  |
| Middenveld            |            |                   |    |   |   |     |    |
| Magne Hoseth          | 1980-10-13 | FC København      | 12 | 0 | 1 |     |    |
| Martin Andresen       | 1977-02-02 | Stabæk IF         | 8  | 1 | 2 |     |    |
| Morten Gamst Pedersen | 1981-09-08 | Blackburn Rovers  | 7  | 3 | 4 | 10  | 4  |
| Jan Gunnar Solli      | 1981-04-19 | Rosenborg BK      | 5  | 6 | 1 |     |    |
| Jan Derek Sørensen    | 1971-12-28 | FC Lyn Oslo       | 5  | 2 | 0 | 21  | 0  |
| Tommy Svindal Larsen  | 1973-08-11 | 1. FC Nürnberg    | 2  | 0 | 0 |     |    |
| Petter Rudi           | 1973-09-17 | Molde FK          | 2  | 0 | 0 |     |    |
| Ardian Gashi          | 1981-06-20 | Vålerenga IF      | 1  | 2 | 0 | 3   | 0  |
| Anders Stadheim       | 1980-08-14 | Sogndal Fotball   | 1  | 1 | 1 | 2   | 1  |
| Thomas Holm           | 1981-02-19 | Vålerenga IF      | 1  | 0 | 0 | 1   | 0  |
| Daniel Braaten        | 1982-05-25 | Rosenborg BK      | 0  | 2 | 0 | 2   | 0  |
| Karl Oskar Fjørtoft   | 1975-07-26 | Hammarby IF       | 0  | 1 | 0 | 1   | 0  |
| Rune Buer Johansen    | 1975-01-21 | Hamarkameratene   | 0  | 1 | 0 | 1   | 0  |
| Jo Tessem             | 1972-02-28 | Millwall          | 0  | 1 | 0 |     |    |
| Aanval                |            |                   |    |   |   |     |    |
| Frode Johnsen         | 1974-03-17 | Rosenborg BK      | 5  | 5 | 3 |     |    |
| John Carew            | 1979-09-05 | Beşiktaş          | 5  | 2 | 2 |     |    |
| Sigurd Rushfeldt      | 1972-12-11 | Austria Wien      | 4  | 3 | 1 |     |    |
| Steffen Iversen       | 1976-11-10 | Vålerenga IF      | 4  | 0 | 3 |     |    |
| Thorstein Helstad     | 1977-04-28 | Rosenborg BK      | 4  | 0 | 0 |     |    |
| Håvard Flo            | 1970-08-04 | Sogndal Fotball   | 3  | 1 | 4 | 27  | 7  |
| Harald Brattbakk      | 1971-02-01 | Rosenborg BK      | 2  | 2 | 2 |     |    |
| Ole Gunnar Solskjær   | 1973-02-26 | Manchester United | 2  | 0 | 0 |     |    |
| Alexander Ødegaard    | 1980-09-13 | Sogndal Fotball   | 1  | 3 | 1 |     |    |
| Tore André Flo        | 1973-06-15 | AC Siena          | 1  | 2 | 0 | 76  | 23 |
| Bengt Sæternes        | 1975-01-01 | Brann Bergen      | 1  | 1 | 0 |     |    |
| Ole Martin Årst       | 1974-07-19 | Tromsø IL         | 0  | 1 | 0 |     |    |
| Azar Karadaş          | 1981-08-09 | Benfica           | 0  | 1 | 0 |     |    |
| Rune Lange            | 1977-06-24 | Club Brugge       | 0  | 1 | 0 |     |    |